# Eloise (Barry Ryan-låt)
Eloise är en poplåt framförd av Barry Ryan, och skriven av hans tvillingbror Paul Ryan. Ryan hade haft ett flertal mindre singelhitar i Storbritannien som duo tillsammans med sin bror från 1965, men detta var hans första solosingel och blev också hans kändaste hitlåt. Låten var med en speltid på över 5 minuter ovanligt lång för en pophit på sin tid. Den var också komplex i och med sina helt olika musiksektioner. Barry Ryan har berättat att arrangemanget till viss del var inspirerat av Richard Harris låt "MacArthur Park" som hans bror Paul hört och sedan velat skriva något liknande den.

## Listplaceringar
| Lista (1968-1969) | Position               |
| ----------------- | ---------------------- |
| Australien        | 1 (Go Set)             |
| Belgien           | 1                      |
| Danmark           | 2 (DR "Top 20")        |
| Finland           | 14                     |
| Frankrike         | 2                      |
| Irland            | 2                      |
| Kanada            | 36                     |
| Nederländerna     | 1                      |
| Norge             | 2 (VG-lista)           |
| Nya Zeeland       | 1 (NZ Listner)         |
| Schweiz           | 1                      |
| Spanien           | 1                      |
| Storbritannien    | 2                      |
| Sverige           | 8 (Kvällstoppen)       |
| Sverige           | 10 (Tio i topp)        |
| USA               | 86 (Billboard Hot 100) |
| Västtyskland      | 1                      |
| Österrike         | 2                      |